# Bilia
Bilia (AFI: /biˈlia/) è un comune francese di 48 abitanti situato nel dipartimento della Corsica del Sud nella regione della Corsica.

## Società

### Evoluzione demografica
Abitanti censiti